# Maria Angelina Ducena Paleologa
Maria Angelina Ducena Paleologa o Marija Angelina Nemanjić o Anna Maria Angelina Ducena Paleologa in greco Μαρία Αγγελίνα Δούκαινα Παλαιολογίνα? in serbo Марија Ангелина Немањић? (1349 – Ioannina, 28 dicembre 1394) è stata un'aristocratica greco bizantina-serba e l'autoproclamata basilissa (in greco: βασίλισσα; imperatrice, regina) dell'Epiro dal 1384-1385, succedendo al governo del marito assassinato Tommaso Preljubović. Maria e suo marito furono una coppia famosa come mecenati delle arti durante il governo di Tomo a Ioannina dal 1366 al 1384. È anche ritratta nelle icone.

## Biografia
Maria era figlia dell'imperatore serbo di Tessaglia, Simeon Uroš, fratellastro dell'imperatore Stefano Uroš IV Dušan di Serbia (dinastia Nemanjić), e di Tommasa Orsini. Suo nonno materno era Giovanni Orsini d'Epiro. Nel 1361 Maria, a soli 12 anni, sposò Tommaso Preljubović, nominato dal padre governatore (despota) dell'Epiro a Ioannina nel 1366. Benvoluta dai sudditi, sarebbe stata maltrattata dal marito e avrebbe concorso al suo assassinio il 23 dicembre 1384.
La popolazione di Ioannina acclamò Maria come sovrana. La donna usò il titolo di basilissa, forma femminile di basileus. Chiamò il fratello Giovanni Uroš Ducas Paleologo (che divenne monaco nel monastero di Gran Meteora con il nome di Joasaf) per consigliarla negli affari di Stato, anche se non rimase a lungo.
Giovanni Uroš suggerì a Maria di sposare Esaù de' Buondelmonti, uno dei nobili latini catturati da Tommaso nel 1379. È stato ipotizzato che Maria fosse innamorata del prigioniero già prima dell'assassinio del marito e che questa relazione avesse portato all'assassinio di Tommaso. Naturalmente, tutto questo è una pura congettura.
Maria sposò Esaù ("che cercava il riconoscimento di Bisanzio") nel febbraio 1385. Maria sopravvisse per un altro decennio, morendo il 28 dicembre 1394. Aveva 55 anni.
Dopo la presa di potere di Esaù, Giovanni Uroš partì per Meteora dove fu tonsurato e prese il nome di Joasaf. Morì nel 1422.
La Cronaca di Ioannina, così ostile a Tommaso Preljubović, descrive Maria in termini molto lusinghieri; lo storico bizantino Laonico Calcondila, invece, la descrive come una moglie infedele di dubbia moralità. Entrambi i resoconti potrebbero essere parziali. Sembra che Maria non abbia avuto figli da nessuno dei due matrimoni.

## Ascendenza
|                                 |                   |                            | Genitori                        |  |  | Nonni |  |  | Bisnonni                |  |  | Trisnonni      |  |
|                                 |                   |                            |                                 |  |  |       |  |  | Stefano Uroš II Milutin |  |  | Stefano Uroš I |  |
|                                 |                   |                            |                                 |  |  |       |  |  | Stefano Uroš II Milutin |  |  | Stefano Uroš I |  |
|                                 |                   | Elena                      |                                 |  |  |       |  |  | Stefano Uroš II Milutin |  |  |                |  |
| Stefano Uroš III Dečanski       |                   |                            |                                 |  |  |       |  |  | Stefano Uroš II Milutin |  |  |                |  |
|                                 |                   | Ana Terter                 | Giorgio I di Bulgaria           |  |  |       |  |  |                         |  |  |                |  |
|                                 |                   | Ana Terter                 | Giorgio I di Bulgaria           |  |  |       |  |  |                         |  |  |                |  |
|                                 |                   | Ana Terter                 | Maria Terter di Bulgaria        |  |  |       |  |  |                         |  |  |                |  |
| Simeon Uroš                     |                   | Ana Terter                 |                                 |  |  |       |  |  |                         |  |  |                |  |
|                                 |                   | Giovanni Paleologo         | Costantino Paleologo            |  |  |       |  |  |                         |  |  |                |  |
|                                 |                   | Giovanni Paleologo         | Costantino Paleologo            |  |  |       |  |  |                         |  |  |                |  |
|                                 |                   | Giovanni Paleologo         | Irene Rauliana                  |  |  |       |  |  |                         |  |  |                |  |
| Maria Paleologa                 |                   | Giovanni Paleologo         |                                 |  |  |       |  |  |                         |  |  |                |  |
|                                 |                   | Irene Metochitissa         | Teodoro Metochita               |  |  |       |  |  |                         |  |  |                |  |
|                                 |                   | Irene Metochitissa         | Teodoro Metochita               |  |  |       |  |  |                         |  |  |                |  |
|                                 |                   | Irene Metochitissa         | …                               |  |  |       |  |  |                         |  |  |                |  |
| Maria Angelina Ducena Paleologa |                   | Irene Metochitissa         |                                 |  |  |       |  |  |                         |  |  |                |  |
|                                 | Giovanni I Orsini | Riccardo II Orsini         |                                 |  |  |       |  |  |                         |  |  |                |  |
|                                 | Giovanni I Orsini | Riccardo II Orsini         |                                 |  |  |       |  |  |                         |  |  |                |  |
|                                 | Giovanni I Orsini | Margherita d'Acaia         |                                 |  |  |       |  |  |                         |  |  |                |  |
| Giovanni d'Epiro                | Giovanni I Orsini |                            |                                 |  |  |       |  |  |                         |  |  |                |  |
|                                 |                   | Maria Comneno Ducas        | Niceforo I d'Epiro              |  |  |       |  |  |                         |  |  |                |  |
|                                 |                   | Maria Comneno Ducas        | Niceforo I d'Epiro              |  |  |       |  |  |                         |  |  |                |  |
|                                 |                   | Maria Comneno Ducas        | Maria Lascaris                  |  |  |       |  |  |                         |  |  |                |  |
| Tommasa Orsini                  |                   | Maria Comneno Ducas        |                                 |  |  |       |  |  |                         |  |  |                |  |
|                                 |                   | Andronico Angelo Paleologo | Demetrio Ducas Comneno Cutroule |  |  |       |  |  |                         |  |  |                |  |
|                                 |                   | Andronico Angelo Paleologo | Demetrio Ducas Comneno Cutroule |  |  |       |  |  |                         |  |  |                |  |
|                                 |                   | Andronico Angelo Paleologo | Anna Comnena Paleologa          |  |  |       |  |  |                         |  |  |                |  |
| Anna Paleologa                  |                   | Andronico Angelo Paleologo |                                 |  |  |       |  |  |                         |  |  |                |  |
|                                 |                   | N. Kokalas                 | Kokalas                         |  |  |       |  |  |                         |  |  |                |  |
|                                 |                   | N. Kokalas                 | Kokalas                         |  |  |       |  |  |                         |  |  |                |  |
|                                 |                   | N. Kokalas                 | …                               |  |  |       |  |  |                         |  |  |                |  |
|                                 |                   | N. Kokalas                 |                                 |  |  |       |  |  |                         |  |  |                |  |